# Ernst Meister (Schriftsteller, 1900)
Ernst August Meister (* 17. Januar 1900 in Karlsruhe; † 20. Oktober 1972 in Innsbruck, Österreich) war ein deutscher Schriftsteller.

## Leben
Nach dem Schulabschluss war Meister zunächst kaufmännisch tätig. Ab 1939 lebte er in Innsbruck, wo er als Korrespondent, Film- und Musikkritiker sowie als Schriftsteller tätig war und zugleich im bürgerlichen Beruf als Baureferent in einer Baugesellschaft arbeitete. Er war Mitglied im Turmbund.
Meister veröffentlichte vor allem Prosawerke. Seine Romane Arzt ohne Gnade (1957) und Die das Herz heilen (1959) wurden auch ins Französische bzw. Niederländische übersetzt. Für das Jahr 1954 wurde er für sein Werk Scherzo (1965) mit dem Kunstförderungspreis der Stadt Innsbruck ausgezeichnet. Er teilte sich diese Auszeichnung mit Robert Skorpil.

## Werke
- Das Licht von Mentlberg. Die Geschichte eines Gnadenbildes. Verlag Felizian Rauch, Innsbruck 1948.
- Italienische Symphonie. Dichterische Bilder vom Hassen, Lieben und Wollen aus drei Jahrhunderten um Macht, Idee und Werk. Wagner, Innsbruck 1949?
- Arzt ohne Gnade. [Roman]. 2. Auflage. Stocker, Graz/Stuttgart 1958.
- Die das Herz heilen. Ein Ärzteroman. Stocker, Graz/Stuttgart 1959.
- Der Chef. Roman eines Fabrikanten. L. Stocker, Graz 1961.